# Fredric Nolcken
Johan Fredric Nolcken, född 30 december 1737 i Stralsund, död 22 februari 1822 i Stockholm, var en svensk diplomat, militär  och kammarherre.
Fredric Nolcken var son till Eric Mathias von Nolcken. Han blev volontär vid livgardet 1751, sergeant vid Älvsborgs regemente 1752 och var volontärfänrik på Uppland 1755-1756 och blev 1756 konstituerad löjtnant vid amiralitetet 1756. Nolcken deltog med Älvsborgs regemente i pommerska kriget, blev 1761 löjtnant i arméns flotta och befordrades 1762 till kapten där. 1768 blev han kammarherre hos drottning Lovisa Ulrika och kom att ingå i prins Gustavs umgängeskrets vid hovet. Kronprinsen kom att ge honom flera viktiga uppdrag, när Henrik av Preussen 1770 besökte Sverige under genomresa på väg till Ryssland fick Nolcken i uppdrag att spionera på honom, och under Gustavs utlandsresa 1770-1771 fick Nolcken förse honom med rapporter om vad som hände vid hovet. Nolcken följe även Lovisa Ulrika under hennes resa till Preussen 1771-1772 och rapporterade till kungen om hennes förehavanden. Genom Ferdinand av Braunschweigs förmedling blev han under sin vistelse i Berlin riddare av Johanniterorden. Han verkar inte alls ha varit invigd i planerna på Gustav III:s statskupp. Nolcken sändes vid sin återkomst till Sverige till Ryssland för att överlämna serafimerorden till storfurst Paul av Ryssland. Vid sin ankomst i april 1773 blev han utsedd till envoyé i Sankt Petersburg. Hans viktigaste uppgift blev att lugna Ryssland och förhindra utbrottet av ett krig mellan länderna. Han hade även instruktioner att försöka vinna över Ryssland till den fransk-svenska alliansen. Frågan är dock om ens kungen såg det som ett realistiskt mål. Nolcken kom främst att få ägna sig att rapportera och representera. Fredric Nolcken var inte invigd i planerna på Gustav III:s ryska krig, men hans rapporter från ambassaden kom att användas av kungen för att visa vilket hot Ryssland utgjorde. Rapporterna om rustningar handlade i själva verket om de rustningar som genomfördes för det pågående kriget mot Osmanska riket. Efter krigsutbrottet utvisades han i juli 1788 från Ryssland. Efter kriget hoppades han få återvända, men motståndet i Ryssland var för stort. Gustav III som själv önskade få utse Curt von Stedingk på posten drev inte heller frågan särskilt hårt. Fredric Nolcken kom i stället att 1791 utses till envoyé i Wien, ett uppdrag han såg som en degradering. Han försökte flera gånger få en förflyttning, men förgäves. I stället kom han 1794 att bli hemskickad i samband med processen mot Gustaf Mauritz Armfelt, sedan man ansett att Nolcken inte gjort tillräckliga insatser för att försöka fånga honom (det hade förekommit rykten att Armfelt skulle ha vistats i Wien) och då två brev från Nolcken till Armfelt påträffades, där Fredric Nolcken beklagade sig över behandlingen av brodern Gustaf Adam Nolcken och över att förmyndarregeringen inte tillräckligt värnade om goda relationer med Ryssland. Fredric Nolcken hade dock ingen närmare relation till Gustaf Mauritz Armfelt och lär knappast ha varit delaktig i hans planer. Efter att ha återvänt till Sverige levde han resten av sitt liv utan vidare anställning. Sedan Gustav IV Adolf tillträtt som regent vistades han en del vid hovet. Särskilt nära kom han prinsessan Sofia Albertina, som han länge brevväxlade med.